# Pedro Pascual Farfán
Pedro Pascual Francisco Farfán de los Godos (Cuzco, 23 de octubre de 1870-Lima, 17 de septiembre de 1945) fue un sacerdote diocesano peruano. Fue obispo de Huaraz, de 1907 a 1918; obispo del Cuzco, de 1918 a 1933; y el 28.º arzobispo de Lima y primado del Perú, de 1933 a 1945. Fue un promotor del indigenismo, orientado a proteger y promover la participación social igualitaria de los indígenas. Se destacó por su labor como presidente de la Junta Departamental del Patronato Indígena en el Cuzco.

## Biografía

### Nacimiento y formación
Fue hijo de Máximo Farfán de los Godos y de Antonia Pascual.
Era de la misma familia de Lorenzo Farfán de los Godos, el criollo que, a principios de 1780, encabezó una conspiración revolucionaria en el Cuzco (la llamada conspiración de los plateros), ocurrida el mismo año en que estalló la rebelión de Túpac Amaru II.
Quedó huérfano de padre a la edad de cuatro años. Desde temprana edad se orientó a la vocación religiosa. A la edad de 16 años ingresó al Seminario de San Antonio Abad de su ciudad natal. En 1890, empezó a ejercer la docencia en dicho centro de estudios, y en 1891 se le encomendó la dirección transitoria del mismo.

### Sacerdocio
Fue ordenado sacerdote el 29 de diciembre de 1894. Celebró su primera misa el 6 de enero de 1895. Pasó a ejercer como párroco de Belén, pero poco después renunció al ser nombrado vicerrector del Seminario del Cuzco en 1896, en donde también ejerció la docencia. En 1897 asumió como canónigo del Cabildo Diocesano del Cuzco.

### Obispo de Huaraz

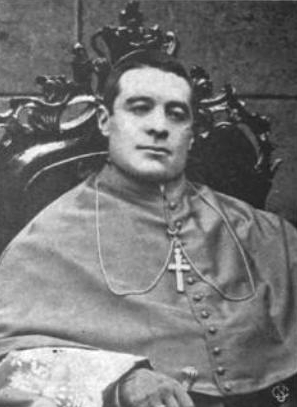
Fotografía del entonces canónigo Pedro Pascual Farfán, elegido como obispo de Huaraz en 1907.

Se cuenta que cuando el presidente José Pardo y Barreda (que estaba en su primer gobierno) hizo una visita al Cuzco, quedó gratamente impresionado con el canónigo Farfán, al que habían encargado pronunciar el Te deum de su recibimiento en la catedral del Cuzco. Debido a ello, Pardo lo puso a la cabeza de la terna de candidatos a obispos para el vacante obispado de Huaraz. Farfán resultó elegido por el Congreso, siendo finalmente preconizado por el papa el 6 de agosto de 1907, y consagrado en la Iglesia de Santo Domingo, el 15 de diciembre de ese año, por el delegado apostólico Angelo Maria Dolci.
Tomó posesión de su sede el 23 de enero de 1908. Con ánimo de cumplir cabalmente su labor misional, visitó dos veces el accidentado territorio de su diócesis, hasta las márgenes del río Marañón. 
Fundó el Seminario de San Pedro Pascual de Carhuaz; el Convento de San Jerónimo, de Padres Descalzos; los templos de San Francisco y San Jerónimo de Huaripampa; y la Parroquia de Belén, en Huaraz.
En 1913 convocó el primer Sínodo Diocesano en Huaraz. En dicho sínodo se propuso crear en cada parroquia una sociedad o liga de “indios varones”, cuya finalidad sería instruirles y elevarles de nivel. Ello se enmarcaba dentro del interés de Farfán en promover el indigenismo.

### Obispo del Cuzco
El presidente José Pardo, ya en su segundo gobierno, lo volvió a proponer como obispo, esta vez  para el vacante obispado del Cuzco, resultando elegido por abrumadora mayoría en el Congreso.  Fue preconizado el 19 de abril de 1918 por el papa Benedicto XV. Ingresó en su nueva sede el 8 de diciembre del mismo año.
Desde el primer momento fijó como política central de su gobierno la promoción del indígena. En agosto de 1918 publicó una carta pastoral en castellano y quechua dirigida a los indios, y en abril de 1920 otra dirigida a los hacendados en forma de exhortación para la protección del indígena.
En 1919 realizó el IV Sínodo Diocesano. También visitó todo el territorio de su diócesis.
En 1921 conmemoró el centenario de la Independencia del Perú con la entrada de la Cruz de la Conquista y la celebración del Congreso de Acción Social, con el fin de adecuarse a la nueva conciencia social de la Iglesia, inspirada en la encíclica Rerum Novarum. Participaron en dicho evento alrededor de 60 delegados de las diócesis del Sur Andino: Cuzco, Puno, Arequipa y Ayacucho. 
En 1922 reunió el V Sínodo Diocesano exclusivamente “para remediar los múltiples necesidades de los habitantes autóctonos”. Propuso crear escuelas parroquiales para la educación de los indígenas y establecer una sección especial para ellos en el Seminario.
Fue muy importante su labor como Presidente de la Junta Departamental del Patronato Indígena, que ejerció durante ocho años. En 1925, el Municipio del Cuzco le otorgó el reconocimiento de “Hijo Ilustre”.

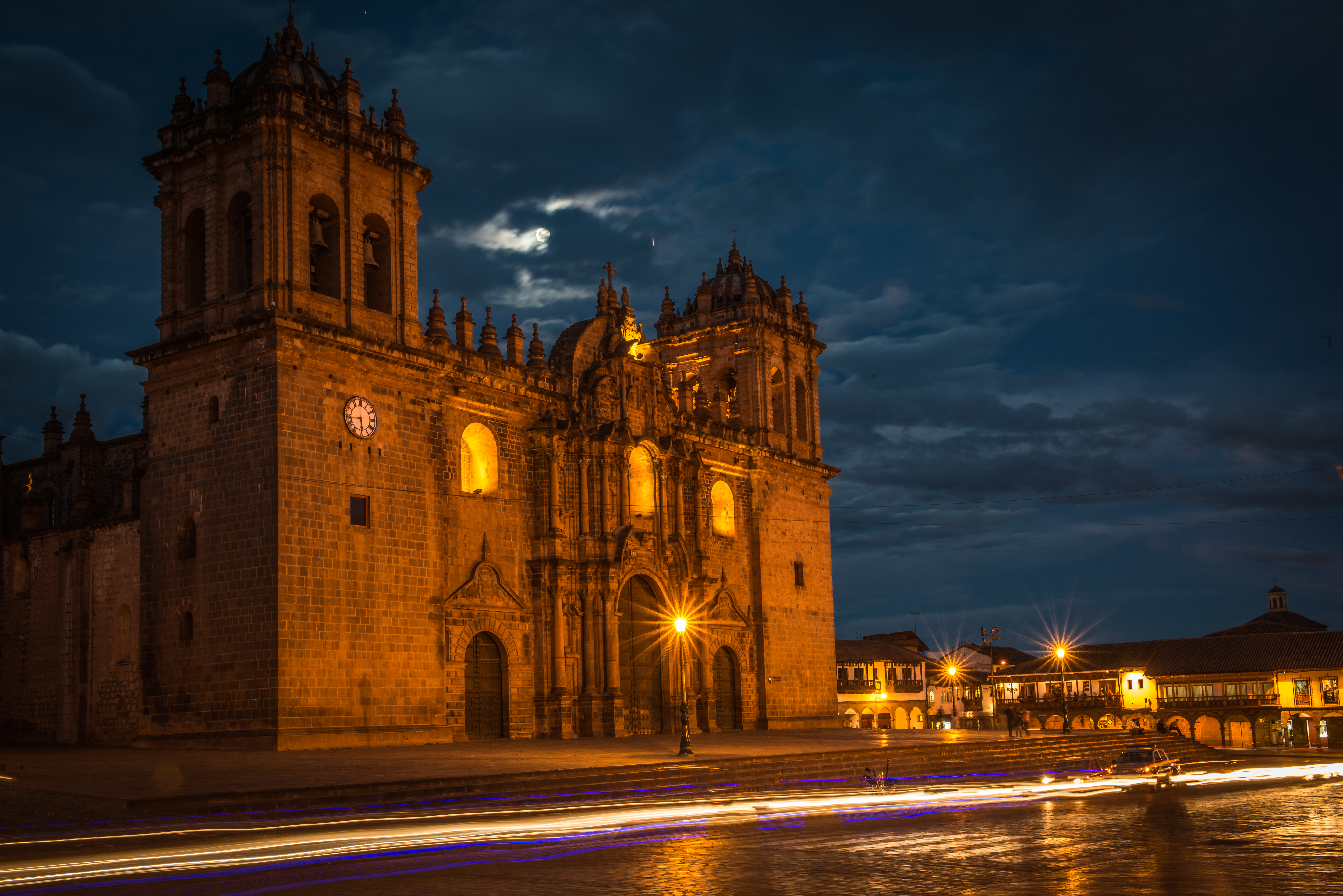
La catedral del Cuzco, elevada a la categoría de basílica en 1929.

En 1926 solicitó a los Padres Mercedarios la ayuda de Misioneras Mercedarias para que se encargasen del trabajo en el orfanato de su diócesis, conocido actualmente como Casa Hogar San Pedro. 
En 1927 hizo la Visita Ad Limina Apostolorum, siendo recibido por el papa Pío XI con muestras de particular deferencia.
En 1928 realizó el primer Congreso Eucarístico Diocesano del Cuzco, que fue el primero realizado en todo el país. En 1929 logró que su catedral fuera elevada al rango de basílica por el papa Pío XI.
En 1932, con motivo de sus bodas de plata episcopales, fue honrado con el título de prelado doméstico de Su Santidad y asistente al solio pontificio.
En 1933 coronó canónicamente a la Virgen de Belén (Cuzco). Ejerció el episcopado cuzqueño hasta ese año, cuando pasó a ser arzobispo de Lima.

### Arzobispo de Lima
El segundo gobierno de Óscar R. Benavides lo puso en la terna de obispos remitida al Congreso (entonces Congreso Constituyente) para que eligiera al titular del arzobispado de Lima, que se hallaba vacante por renuncia de monseñor Emilio Lissón. Fue así como Farfán disputó la dirección de la Iglesia peruana con monseñor Mariano Holguín (obispo de Arequipa y administrador apostólico de Lima), siendo finalmente elegido (8 de julio de 1933). El papa Pío XI lo preconizó el 18 de septiembre de dicho año.

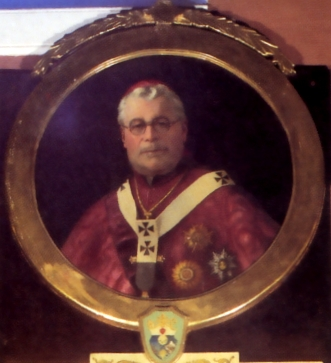
Retrato de monseñor Pedro Pascual Farfán que se halla en la galería de retratos de arzobispos de la Catedral de Lima.

Durante su gestión como arzobispo de Lima, recuperó paulatinamente el prestigio e imagen de la Iglesia Católica y su jerarquía luego de la campaña difamatoria que los grupos anticlericales habían arreciado tras la caída del presidente Augusto Leguía en 1930, las mismas que habían provocado el destierro y la renuncia del arzobispo Lissón, sindicado como colaborador de la dictadura leguiísta y acusado incluso de desfalcar fondos eclesiásticos.
En 1935 organizó el XVII sínodo arquidiocesano. También en octubre de ese año y con gran dedicación organizó su más caro anhelo: el Primer Congreso Eucarístico Nacional, que fue todo un acontecimiento que marcó el principio de la renovación del catolicismo en el Perú. Tuvo una participación masiva (alrededor de 100,000 hombres al igual que mujeres), contándose entre sus oradores laicos a Víctor Andrés Belaúnde y José de la Riva Agüero y Osma.
Fue precisamente el Congreso Eucarístico Nacional de 1935 el punto de partida de la Acción Católica Peruana, organización cuyo objetivo es convocar a los laicos a que participen en la labor de impregnar de contenido cristiano todos los ámbitos de la vida: la familia, la universidad, la profesión y el mundo del trabajo.  Para su organización se siguió el modelo italiano con una Junta Nacional y cuatro secciones: Caballeros, Señoras, juventud masculina y juventud femenina. Farfán fue designado su Director Eclesiástico Nacional.
Invitó a las religiosas ursulinas a abrir un colegio alemán en Lima, el cual se concretó en abril de 1936. En vista del crecimiento del área urbana de Lima erigió parroquias en distintas zonas y fomentó la construcción de numerosas iglesias. Mediante sus reiteradas gestiones logró el aumento de la jerarquía en el país. 
Vio elevadas a la categoría de arquidiócesis las antiguas jurisdicciones eclesiásticas de Arequipa, Cuzco y Trujillo. A su vez, recibió del papa los títulos de Primado del Perú y Vicario General Castrense de las fuerzas armadas (1943). Y cuando la Universidad Católica del Perú fue erigida canónicamente como Pontificia, recibió el título de Gran Canciller de dicha institución educativa.
Logró la restauración de la Basílica Catedral de Lima y de otros templos de la ciudad tras el terremoto de 1940.
En 1944 organizó en Lima las misiones populares que tuvieron gran éxito.
El 6 de enero de 1945 celebró sus bodas de oro sacerdotales, recibiendo los homenajes del gobierno, clero y pueblo. Falleció el 17 de septiembre de ese mismo año, siendo sucedido por monseñor Juan Gualberto Guevara.